# Балабуха Дмитро Анатолійович
Дмитро́ Анато́лійович Балабуха (позивний «Танкіст») — український військовослужбовець, капітан 32 ОМБр Збройних сил України, учасник російсько-української війни, який відзначився під час відбиття російського вторгнення в Україну.

## Життєпис
За твердженням Дмитра, він походить із старовинного українського купецького роду Балабух, відомого успіхами у виробництві «сухого варення» (цукатів), одним із представників якого був Микола Балабуха, міський голова Києва в 1847—1851 роках.
Закінчив Київський фінансово-економічний коледж Національного університету державної податкової служби України та Міжрегіональну академію управління персоналом (за спеціальністю «Банківська справа», заочно).
До 2014 року працював у «УкрСіббанку», винаймаючи в столиці квартиру. Про цей період свого життя він згадував в інтерв'ю таким чином: «Я — спеціаліст з обліку та аудиту. Але офіс не для мене, хоча і були перспективи. Робота в офісі мене максимально виснажувала. Мені іноді здається, що в той час я навіть і не жив: приходиш зранку, вмикаєш комп'ютер, і так до пізнього вечора. Наступного дня те саме…

### Війна на сході України
Влітку 2014 року Дмитро отримав за своєю адресою в Прилуках повістку військового комісаріату і невдовзі був направлений до 1-ї окремої танкової бригади, проте опинився в числі шістьох мобілізованих, які не потрапили до штату з'єднання і деякий час жили просто в лісі біля військового містечка, поки їх не відправили додому.
У вересні Балабуху знов викликали для проходження військово-лікарської комісії, і цього разу він наполіг на підписанні контракту про проходження військової служби, був направлений до навчального центру «Десна», де «сам попросився в танкісти» (спеціальність — командир танка).
У лютому 2015 року розподілений до танкового батальйону 72-ї окремої механізованої бригади, вже в березні вперше виконував бойове завдання. Воював як командир танка Т-64БВ у районах Волновахи, Гранітного, Старогнатівки, Петрівського, Ольгинки. Влітку 2016-го, коли бригаду вивели на тиловий полігон, уже обіймав посаду головного сержанта роти.
Погодився пройти курс підготовки молодших офіцерів, на що мав право (відповідно до тогочасних правил) як особа з вищою освітою, після навчання на короткострокових курсах при Національній академії сухопутних військ імені гетьмана Петра Сагайдачного у Львові отримав первинне офіцерське звання «молодший лейтенант» і призначений командиром танкового взводу.
У складі 72-ї бригади знову брав участь у бойових діях на Світлодарський дузі, у районах Часового Яру та Верхньоторецького. Під час одного з бойових виїздів познайомився і разом виконував завдання з командиром добровольчого підрозділу ДУК ПС Дмитром Коцюбайлом, який 2021 року став Героєм України.

### Поранення
30 липня 2017 року в бою, перебуваючи на місці навідника танка, Балабуха дістав тяжкої травми — внаслідок несправності відкатника гармати після чергового пострілу удар снарядного піддона в голову спричинив відкриту черепно-мозкову травму, вдавлений перелом, декілька уламків кістки провалилися в міжчерепну тканину. «І я потух… Але коли я отямився, попросив медичку просто накласти шов: «Зашивай і будемо далі працювати». Вона і зашила все на місці. Але за два тижні в мене почалися пекельні головні болі, від яких не рятували жодні ліки. Потім мені вже зняли шви, і я випадково намацав «ямку» у голові. Медики подивилися на неї та сказали їхати терміново робити КТ …Я не тільки ходив, а і на декілька бойових виїздів їздив після того удару. Мені зробили операцію, тепер у мене пластина в голові. Зрештою, лише після Нового року я потрапив на базу нашої бригади…» — пізніше згадував про це Дмитро. 
Йому надали відпустку для подальшого лікування та мали відправити на реабілітацію до Польщі. Але вирушити туди Дмитро так і не встиг, як і пройти МСЕК для встановлення інвалідності....

### Злочин і покарання
10 лютого 2018 року Дмитро збирався їхати до матері в Прилуки з зупинки маршрутних таксі поблизу станції столичного метро «Чернігівська». Проте його поява біля черги на маршрутку викликала агресію одного з присутніх, 35-річного Руслана Юрченка, шеф-кухаря одеського ресторану та члена клубу змішаних єдиноборств, кремезнішого та дужчого. Почувши від Дмитра, що він має посвідчення учасника бойових дій, Юрченко з лайкою відштовхнув ветерана та збив його з ніг, завдавши кілька ударів у поранену голову. 
Перебуваючи в стані афекту, Дмитро відійшов убік, побачив серед товарів у сусідньому магазині кухонні ножі, купив один із них, повернувся і встромив ніж у груди Юрченка, поціливши в серце. Потому, під час судових засідань, Балабуха визнав провину в скоєнні вбивства і просив вибачення в родини загиблого, зазначивши, що не пам'ятає, як завдав смертельного поранення, не планував того, що сталося, і не мав наміру когось убивати. 
19 вересня 2018 року Деснянський районний суд міста Києва засудив Дмитра до позбавлення волі на строк дев'ять років, позбавлення офіцерського звання та сплати великої грошової компенсації на користь родини Юрченка. Надалі, під час розгляду справи в апеляційній та касаційній інстанціях, строк позбавлення волі зменшили до восьми років, також Балабуху поновили у військовому званні молодшого лейтенанта.

### За ґратами
Більшість із чотирьох років (тобто, половину строку ув'язнення) Дмитро Балабуха відбував у Державній установі «Менська виправна колонія (№ 91)» Державної кримінально-виконавчої служби України, що в смт Макошине на Чернігівщині. За допомогою громадських активістів та сприяння адміністрації колонії отримав статус інваліда війни. Багато працював, у серпні 2021 року розповідав: «Навіть смішно звучить: часу тут не вистачає. Взимку я працював на котельні, тоді був час читати книги. А зараз мене поставили ще й «завгоспом» у відділенні. Тому я з роботи приходжу на роботу...».
Згодом, відповідаючи на запитання журналіста щодо «другого шансу», який дала йому широкомасштабна агресія Росії, Дмитро зазначив: «Це такий шанс… Не хотів би я такого шансу. Я б краще досидів спокійно свій термін, але, оскільки на нашу землю прийшла біда, то для мене честь і обов’язок захищати свій народ. І робитиму я це доти, доки останній чобіт окупанта не зійде з нашої землі, я воюватиму до кінця. А воювати я вмію, я спеціаліст своєї справи…». 

### Широкомасштабне російське вторгнення в Україну
Після 24 лютого 2022 року разом із групою ув'язнених-ветеранів АТО Менської виправної колонії вирушив на захист Чернігівщини. Тоді в'язням у екстремальній ситуації до кінця допомагав начальник колонії Тарас Голуб, забезпечивши їх документами про звільнення та зв'язавши їх із місцевими патріотами.
Як стверджує Дмитро, він залишив стіни колонії того ж дня, коли підписано указ про його помилування (тобто, він входив до числа 363 засуджених, помилуваних низкою указів Президента України, «які позитивно характеризуються та виявили бажання захищати державу у лавах підрозділів територіальної оборони»), водночас зазначивши, що звільнення набуло масового характеру лише в його установі: «У нашій колонії був дозволений Інтернет, я чув, як люди на планшетах дивляться новини, а там кажуть: Київ та інші міста бомблять, росіяни перейшли лінію кордону… Ми тривожно сприйняли цю новину, але паніки в колонії не було. Нас приблизно 40 атовців було, які воювали. Ми зібралися, обговорили цю тему. Ми розуміли: якщо ворог дійде до колонії, скоріше за все, нас чекає смерть або полон. Бо ми чули звістки з тих населених пунктів, у які вони заходять у Чернігівській області, що росіяни шукають атовців і забирають у невідомому напрямку… Як тільки вони зайшли, начальник колонії ухвалив рішення нас відпустити, зв'язав нас із проукраїнськи налаштованими цивільними з Мени. Я був помилуваний президентом України в той день, коли мене відпустили з колонії… Брали тих, у кого був колосальний військовий досвід. Але саме з Менської колонії відпустили всіх атовців, бо там була пряма загроза нашим життям…».
Варто зазначити, що до числа ув'язнених, випущених на волю з Менської колонії в лютому 2022-го, потрапила й низка осіб, на яких помилування не поширювалося і які фактично вчинили втечу з-під варти, зокрема 30-річний грузинський «злодій у законі» Гіоргі Кіладзе, що за два тижні був затриманий на Вінниччині при спробі нелегального переходу українсько-молдовського кордону.
Від 27 лютого до 1 березня того ж року ветерани з Менської колонії діяли як партизанський загін, що знищував російську техніку. Згодом Дмитро вирушив у напрямку Чернігова, де приєднався до підрозділу розвідки. У складі протитанкового підрозділу брав участь у першому бойовому виїзді під час оборони міста.
Потім створив і очолив танкову роту «Кліщі» 32-ї окремої механізованої бригади, з якою брав участь у боях на Куп'янському напрямку, в одному зі штурмів його танк підбили, а Дмитро дістав контузію та забій руки.
Станом на вересень 2024 року — заступник командира танкового батальйону, у червні 2024 року планувався для призначення командиром штурмової роти, укомплектованої добровольцями з числа засуджених, проте згодом повернутий на попередню посаду.

## Нагороди
- медаль «За військову службу Україні» (13 липня 2022) — за особисту мужність і самовіддані дії, виявлені у захисті державного суверенітету та територіальної цілісності України, вірність військовій присязі[14].

## Військові звання
- капітан (2024)[2]
- старший лейтенант
- лейтенант (2022)[10]
- молодший лейтенант (2016)[10]
- сержант (2016)[10]
- молодший сержант (2014)[4][10]
- солдат (2014)[4][10]